# Église Saint-Daniel de Padoue
L'église Saint-Daniel de Padoue (San Daniele Martire) est un lieu de culte catholique d'origine médiévale donnant sur l’ancienne rue de Torricelle, de nos jours Via Umberto I, à Padoue. Selon la tradition, l'église a été fondée au cours du transfert des reliques de Daniel de Padoue, à qui elle est dédiée.

## Historique
L'église a été fondée par l'évêque de Padoue Olderico, en l'an 1076, lors du transport des reliques de saint Daniel découvertes dans la basilique Sainte-Justine vers la crypte de la cathédrale. Durant la procession, le corps du saint est devenu très lourd et a immobilisé les porteurs. Le ciel est devenu sombre et orageux pour forcer l'évêque à faire vœu de construire, à cet endroit, une église dédiée précisément à la protection du martyr de la ville. Après le vœu, la charge devint plus légère et la procession a pu continuer vers la cathédrale. 
L'église a subi plusieurs changements, notamment au XVIe puis au XVIIe siècle. Au XXe siècle, l'édifice a été surélevé de deux mètres par Jacopo Sacchetti, plus tard l'extérieur de l'abside a bénéficié d'ornements dans le style néo-roman. 
Dans l'église sont enterrés des gens célèbres : Ruzzante, à qui est dédiée une plaque dans la nef et qui, selon la tradition, habitait à proximité ; Marco Guazzo, historien, chercheur et écrivain (connu pour avoir plagié Marin Sanudo) et le journaliste et avocat Rolandino de Padoue.

## L'extérieur
L'église est orientée est-ouest. La façade donne sur la rue. Derrière l'église se trouve le cimetière, qui va de l'abside jusqu'au pont de la Mort (Ponte della Morte). La façade, du XVIIe siècle, a été fortement affectée par l'intervention de Jacopo Sacchetti ; le fronton est dû à Agostino Rinaldi. De part et d'autre de l'entrée, il y a deux niches avec des statues de Francesco Rizzi représentant Justine de Padoue et Daniel de Padoue. Sur le côté, les vieux murs médiévaux de l'immeuble et des blocs d'origine romaine sont encore visibles. L'abside de style néo-roman est le résultat de réarrangements du XXe siècle qui ont touché toute la zone du pont de la Mort.

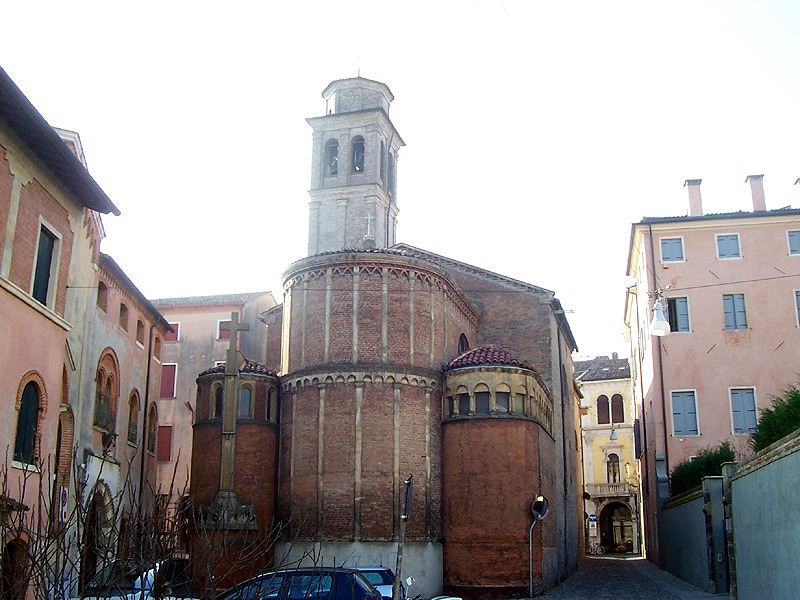
L’abside neo-romane
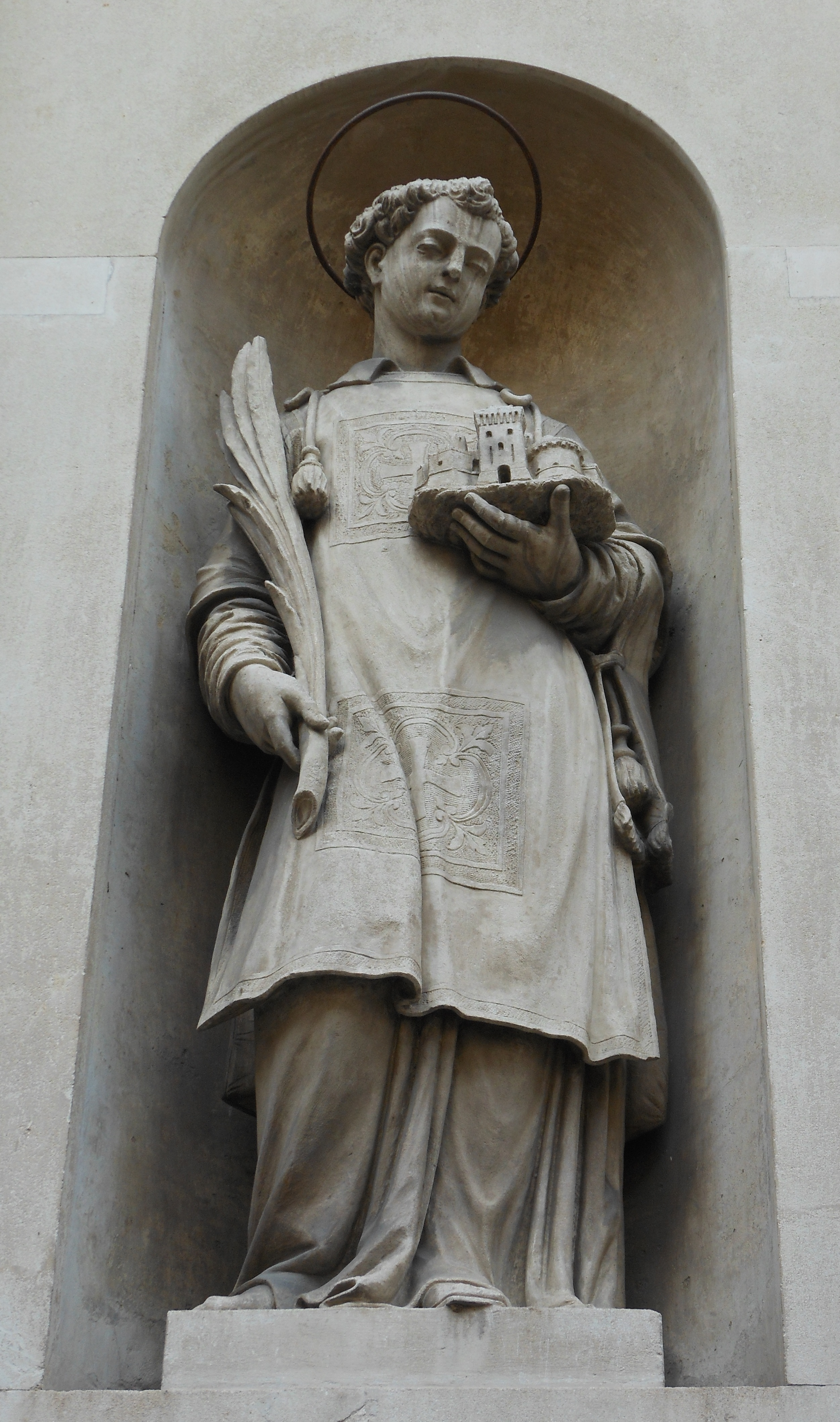
Daniel de Padoue
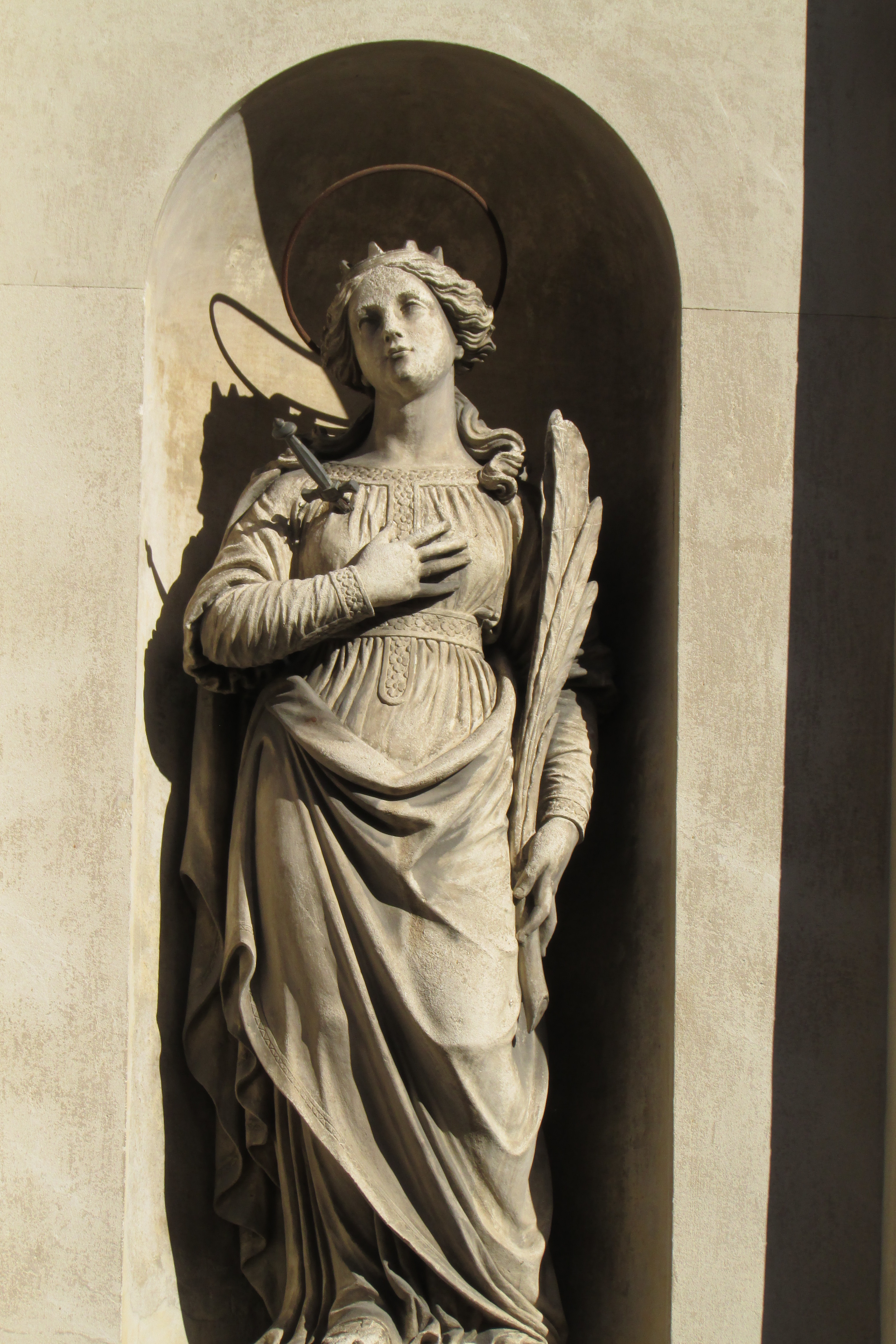
Justine de Padoue

## L'intérieur
Les murs de la nef sont entièrement recouverts de décorations.
La voûte est décorée de fresques par Sebastiano Santi : Le martyre de saint Daniel, La découverte des reliques de saint Daniel et Le vœu de l’évêque. Le chœur et le plafond du chœur sont également de lui. Deux peintures remarquables de Giovan Battista Langetti représentent saint Pierre et saint Paul.

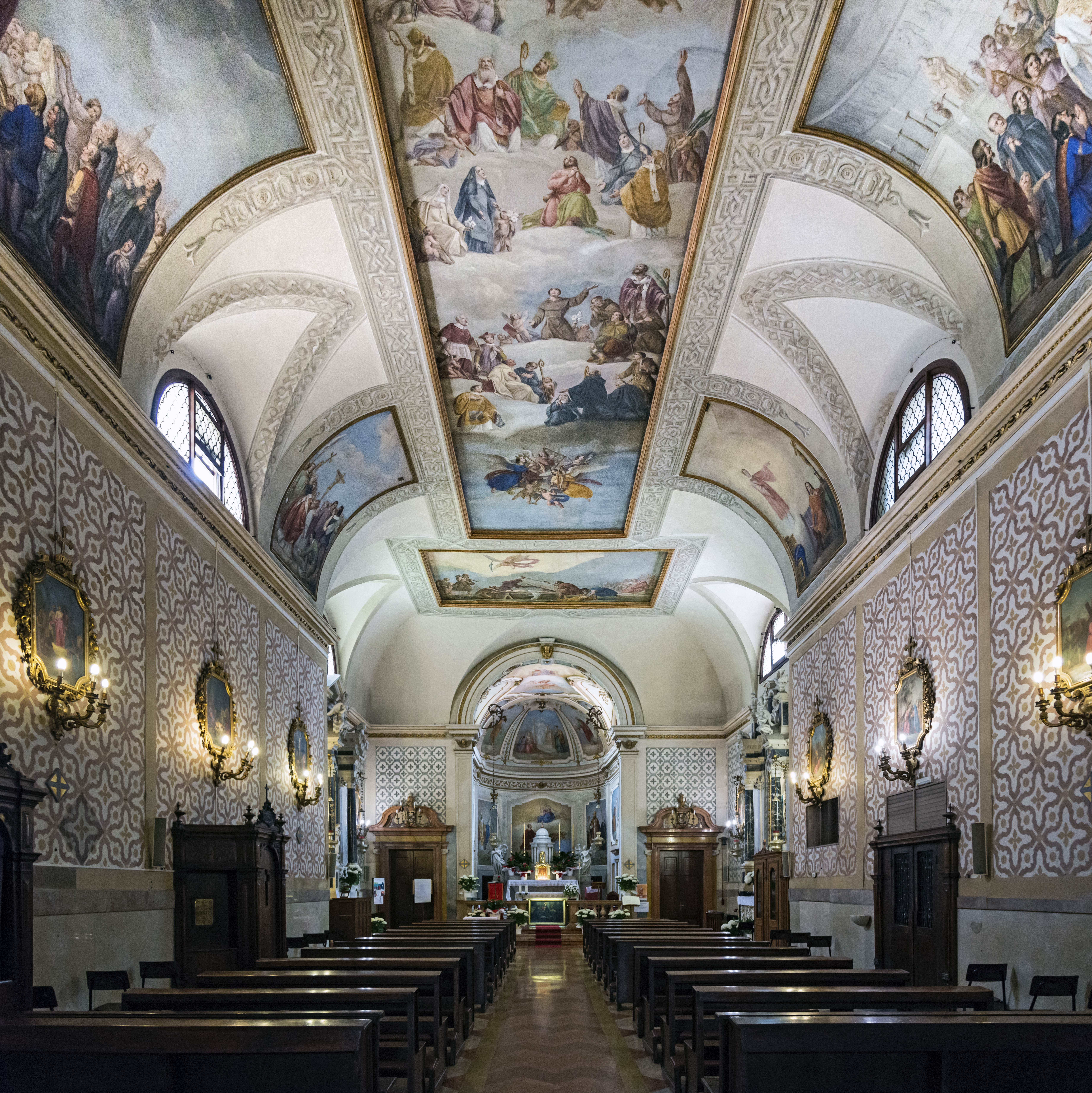
La nef et le chœur
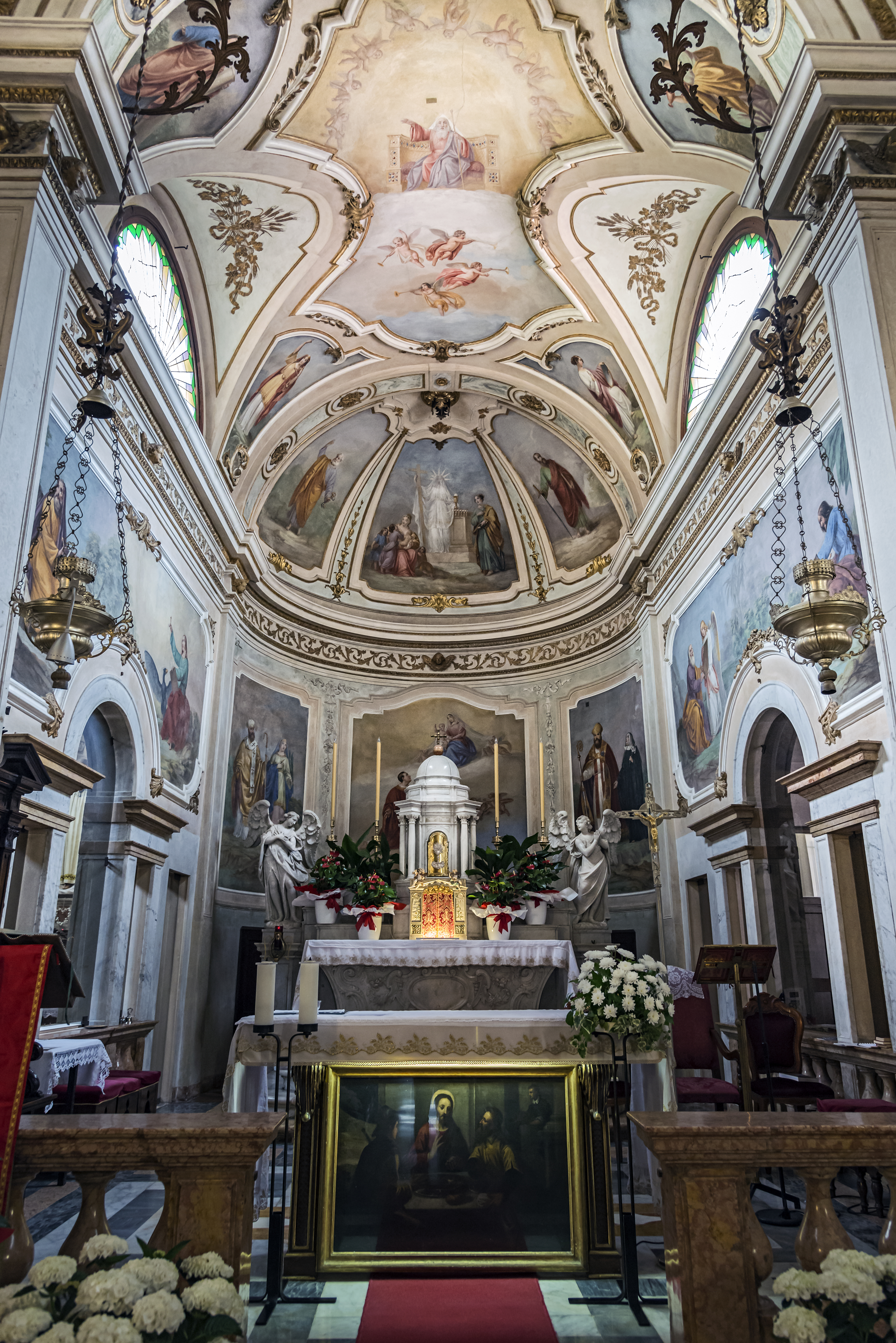
Le chœur
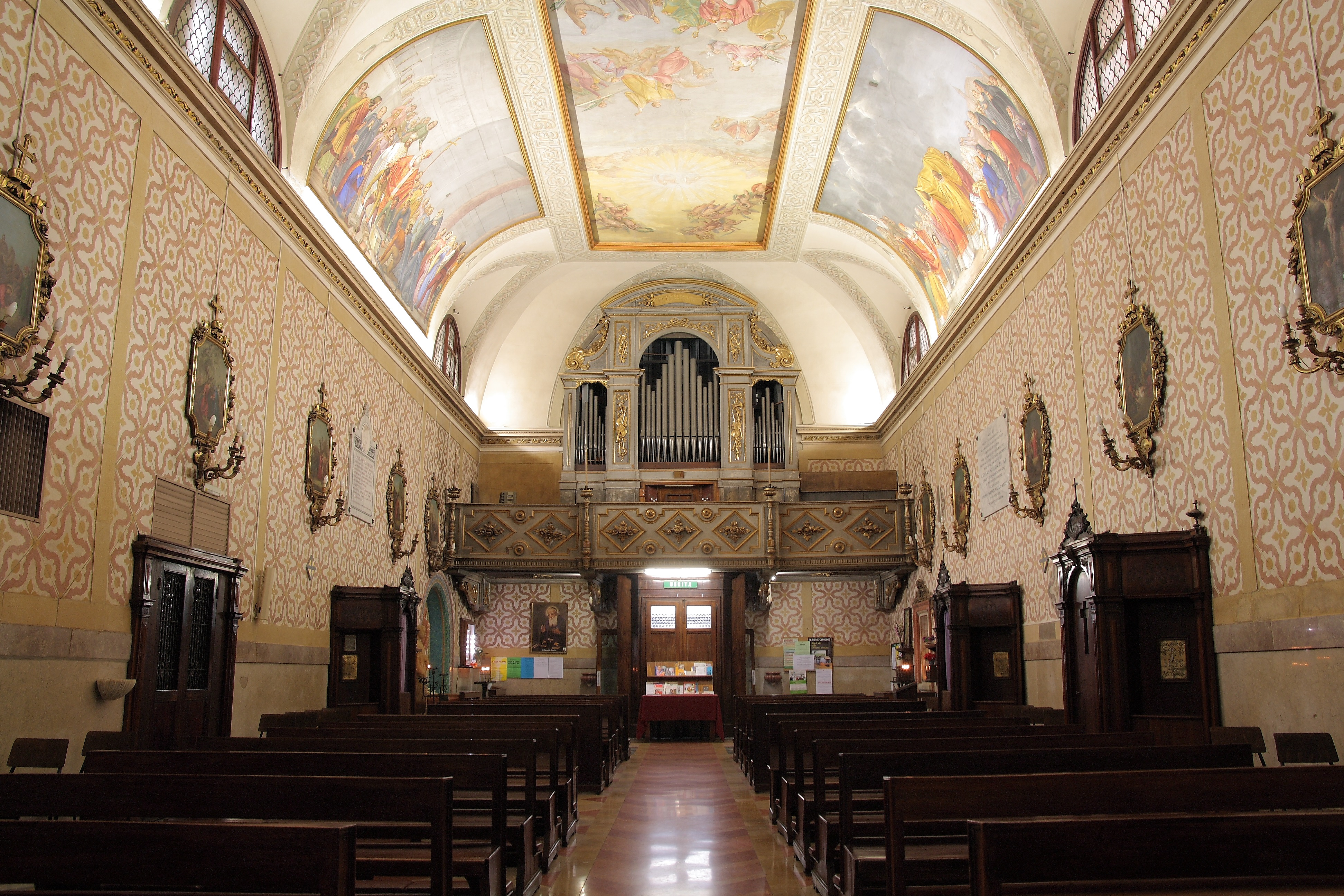
La nef et l'orgue
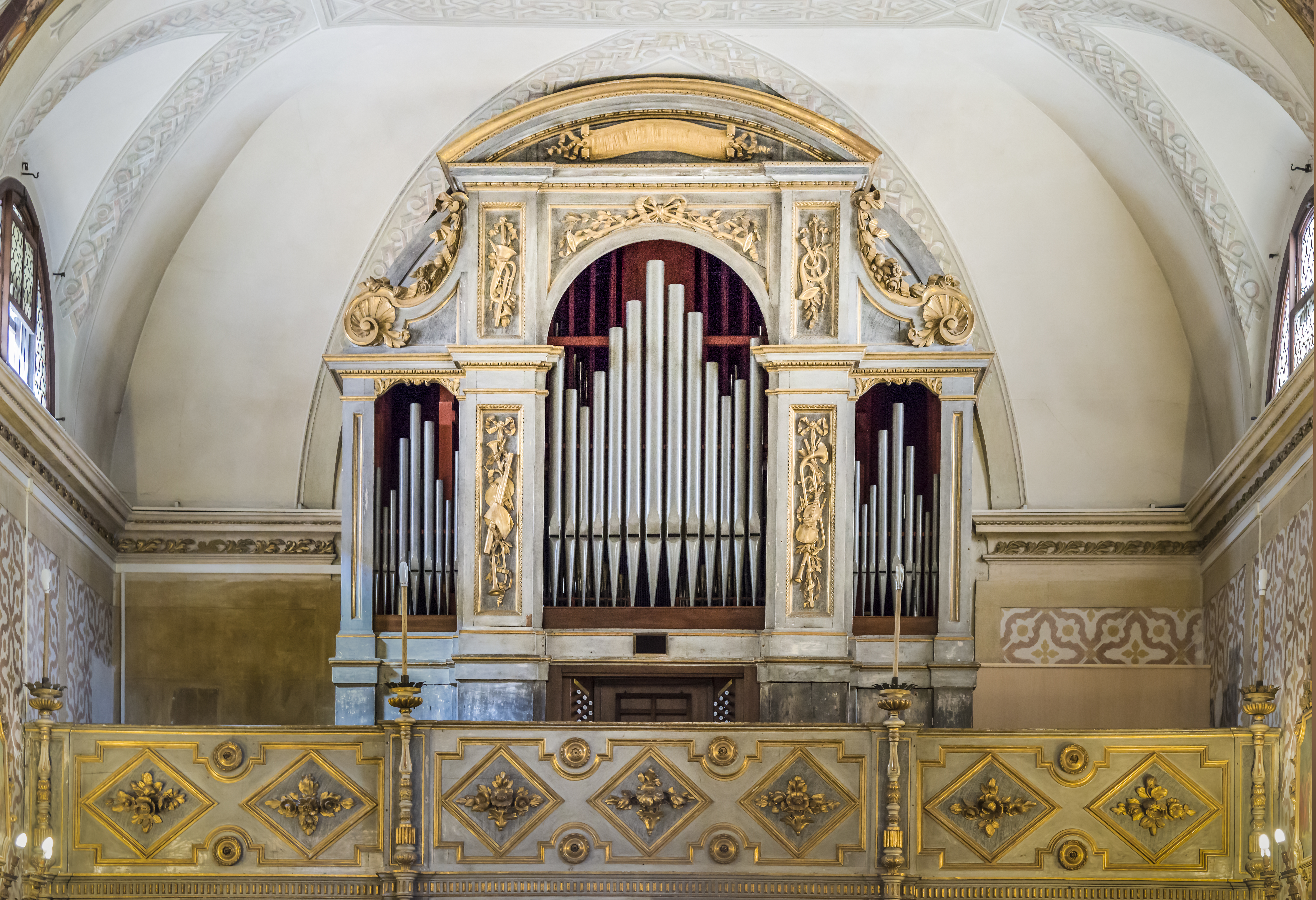
L'orgue et la cantoria

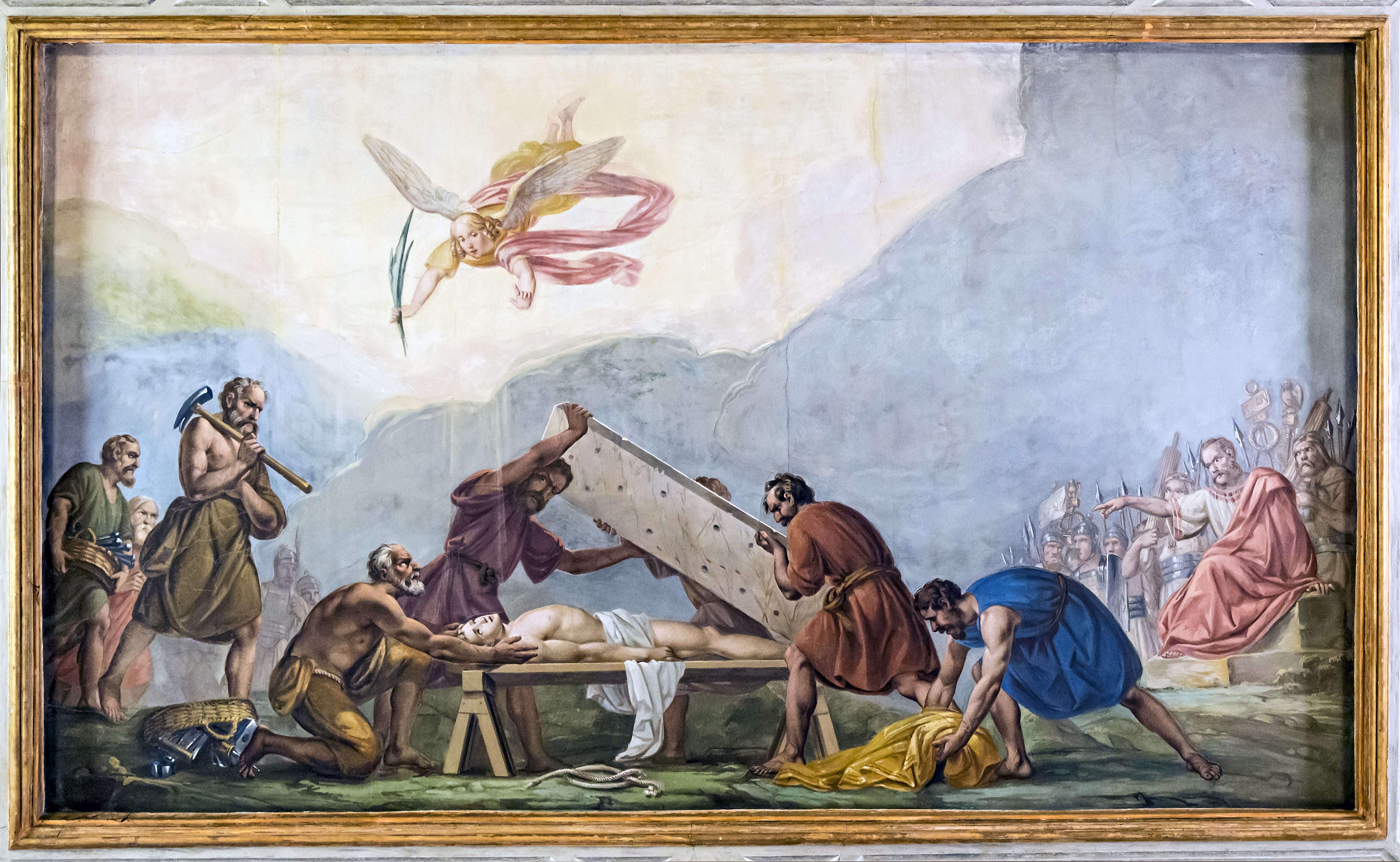
Le martyre de saint Daniel Sebastiano Santi
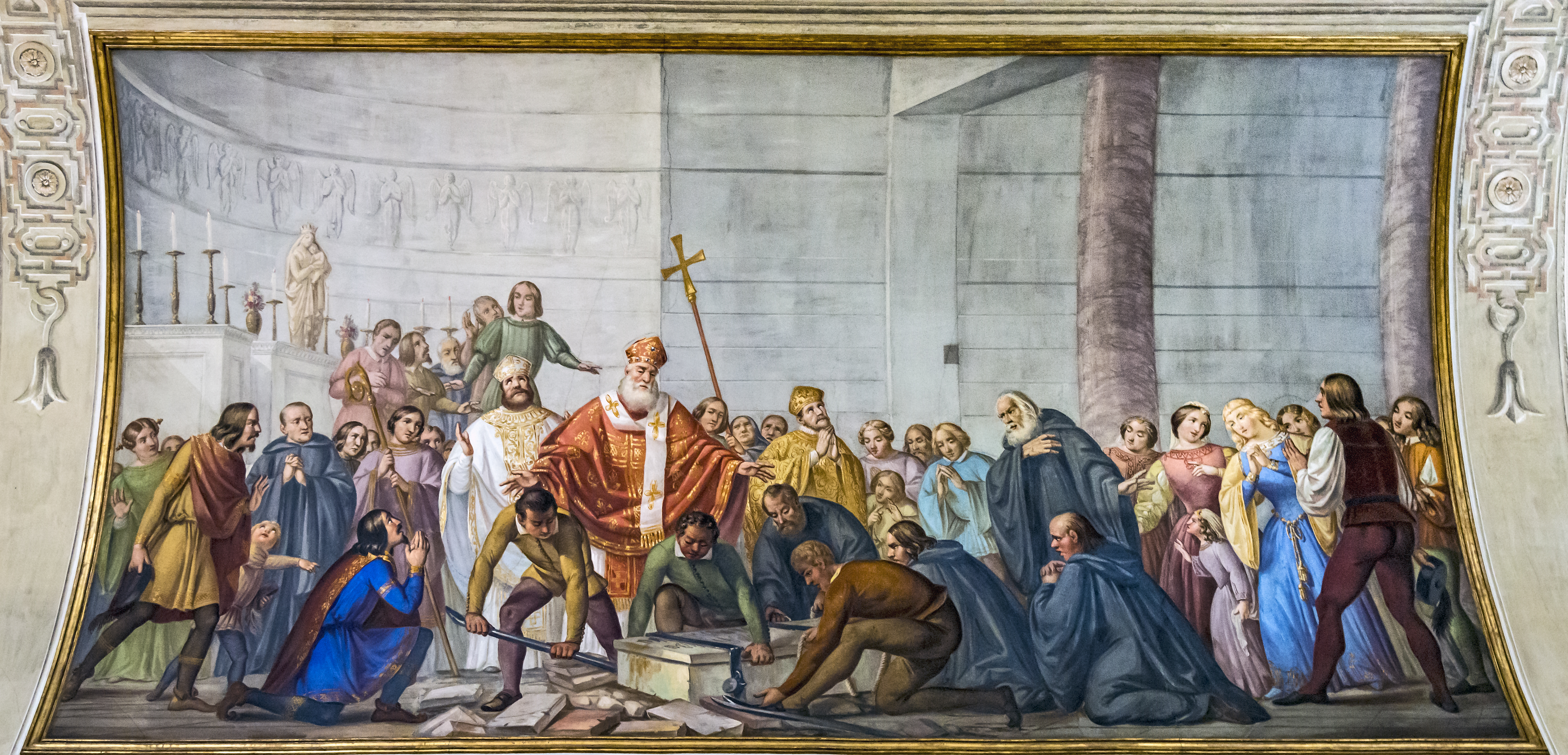
La découverte des reliques de saint Daniel Sebastiano Santi
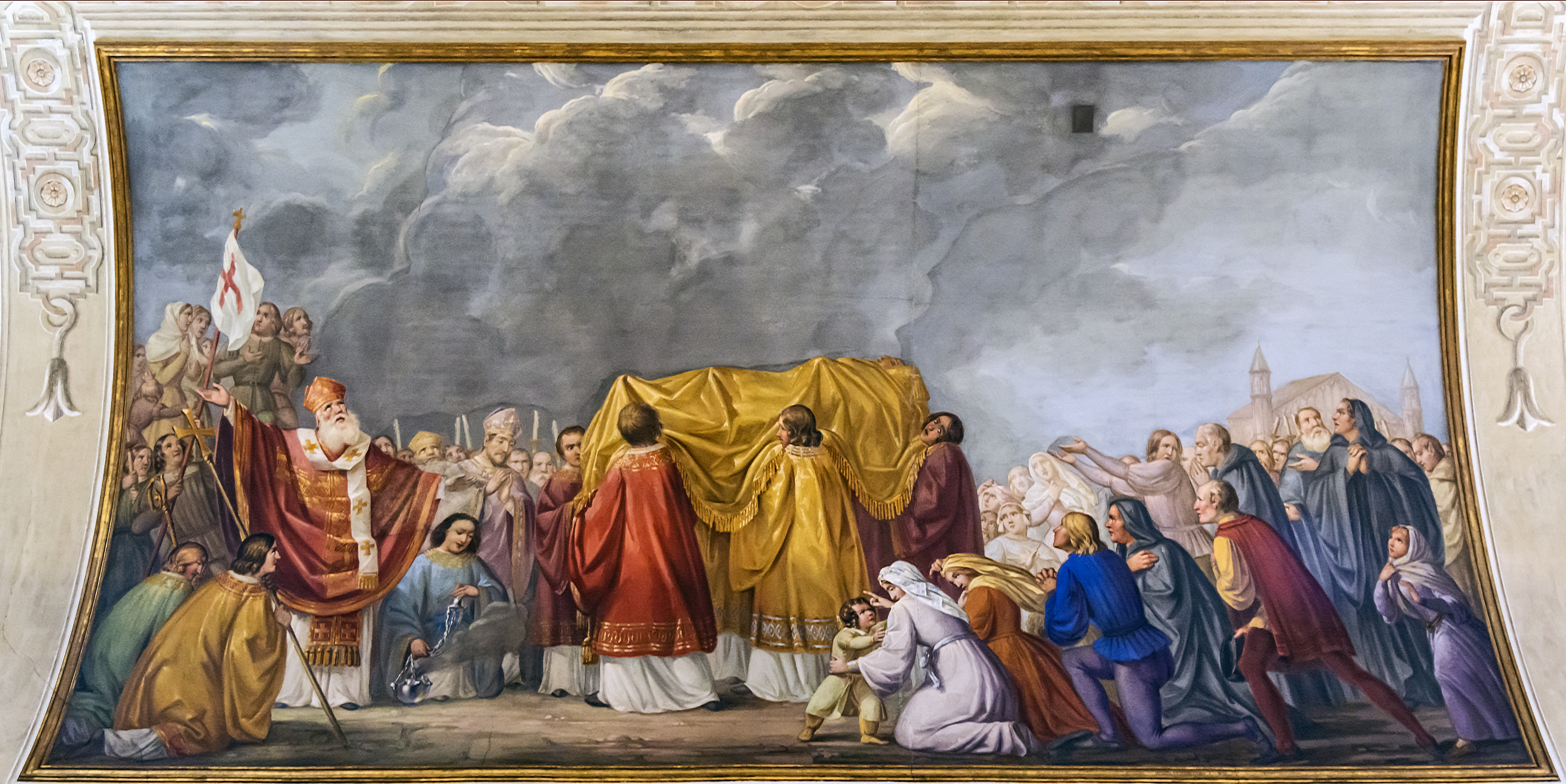
Le vœu de l’évêque Sebastiano Santi

L'orgue de tribune est une œuvre d'Annibale Pugina et fils construite en 1894 et restaurée selon les prescriptions du surintendant des monuments historiques en 2015. Situé dans un ancien buffet finement décoré de 1378, l’instrument est divisé en 25 registres, dont 5 anches, portées par deux claviers et une pédale d'entraînement mécanique.